# Сан Лоренцо (Гросето)
Сан Лоренцо (итал. San Lorenzo) је насеље у Италији у округу Гросето, региону Тоскана.
Према процени из 2011. у насељу је живело 274 становника. Насеље се налази на надморској висини од 686 м.